# Grupo 3 de Caza-Bombardero
El Grupo 3 de Caza-Bombardero fue una unidad militar de la Fuerza Aérea Argentina.

## Historia
Bajo el nombre de Regimiento 6 de Caza-Interceptora fue creado el 15 de marzo de 1949. Fue equipado con aviones Gloster Meteor de la dotación de la Fuerza Aérea Argentina. En 1951, se convirtió en «Grupo 3 de Caza-Interceptora». A partir del 1952, la unidad integró la VII Brigada Aérea. En 1959, adquirió el nombre de «Grupo 3 de Caza-Bombardero», el que mantuvo hasta su disolución en 1969. Los aviones sobrevivientes pasaron al Escuadrón III del Grupo Aéreo 7.